# Vital Van Landeghem
Vital Van Landeghem (ur. 13 grudnia 1912 w Vilvoorde – zm. 15 października 1990) – belgijski piłkarz grający na pozycji napastnika. Był reprezentantem Belgii.

## Kariera klubowa
Swoją karierę piłkarską Van Landeghem rozpoczął w klubie Vilvoorde FC. W sezonie 1929/1930 zadebiutował w jego barwach w trzeciej lidze belgijskiej i grał w nim do końca sezonu 1931/1932. W 1932 roku przeszedł do pierwszoligowego Royale Union Saint-Gilloise. W sezonach 1932/1933, 1933/1934 i 1934/1935 wywalczył z nim trzy tytuły mistrza Belgii. W sezonie 1933/1934 został królem strzelców ligi z 29 strzelonymi golami. W sezonie 1938/1939 grał w drugoligowym RC Tirlemont, a w latach 1941-1946 ponownie występował w Vilvoorde FC, w którym zakończył karierę.

## Kariera reprezentacyjna
W reprezentacji Belgii Van Landeghem zadebiutował 11 grudnia 1932 w przegranym 1:6 towarzyskim meczu z Austrią, rozegranym w Brukseli i w meczu tym strzelił gola. Był to jego jedyny mecz w kadrze narodowej.